# LPGA Tour 1969
Navigation
Édition précédente Édition suivante
Le LPGA Tour 1969 est la vingtième édition du Ladies Professional Golf Association Tour (LPGA), circuit professionnel féminin de golf, qui se déroule du 16 janvier 1969 au 2 novembre 1969 exclusivement aux États-Unis à l'exception de trois tournois au Canada. Cette vingtième édition de ce circuit permet de proposer un certain nombre de tournois professionnels destinés aux femmes en dehors des compétitions amateurs. La volonté de la professionnalisation des golfeuses leur permet désormais de gagner de l'argent en jouant au golf.
Cette saison comporte vingt-neuf tournois, soit trois de moins qu'en 1968, auxquels sont insérées des dotations financières en fonction du résultat de la golfeuse. Seuls deux de ces tournois sont considérés comme « tournoi majeur » - l'Open américain et le Championnat de la LPGA - et sont considérés comme les plus prestigieux et difficiles à remporter.
L'Américaine Kathy Whitworth est désignée « Joueuse de l'année de la LPGA » (« Player of the Year ») pour la quatrième fois, mais ne gagne pas le classement des gains remporté par Carol Mann avec un record de gains de 49 152 $ en remportant huit victoires. Les deux tournois majeurs sont remportés par Donna Caponi (Open américain) et Betsy Rawls (Championnat de la LPGA). Enfin, le « Trophée Vare » récompensant la golfeuse ayant la moyenne de score la plus basse de la saison est remporté par Kathy Whitworth pour la quatrième fois.

## Histoire
Pour l'organisation de cette vingtième édition, tous les tournois se disputent aux États-Unis, à l'exception de trois tournois au Canada, par des golfeuses principalement américaines professionnelles et amateures. Le calendrier établi fait débuter la saison par l'Invitational de Burdine en Floride remporté par l'amateure JoAnne Carner. Au cours de cette saison, tous les tournois ont été remportés par des golfeuses américaines professionnelles à l'exception du tournoi inaugural par l'amateure JoAnne Carner, et aucune non-américaine n'a remporté de tournoi.
L'Américaine Kathy Whitworth est désignée « Joueuse de l'année de la LPGA » (« Player of the Year ») pour la quatrième fois, mais ne gagne pas le classement des gains remporté par Carol Mann avec un record de gains de 49 152 $ en remportant huit victoires. Les deux tournois majeurs sont remportés par Donna Caponi (Open américain) et Betsy Rawls (Championnat de la LPGA).

## Participantes à la saison LPGA 1969
Les participantes ont deux statuts. Certaines sont devenues professionnelles, et pour certaines avant la création de ce circuit, mais de nombreuses amateures prennent également part aux tournois sans toutefois pouvoir recevoir le montant des gains en raison de leur statut.
| Participantes         | Participantes    | Participantes    | Participantes    | Participantes    |
| Professionnelles      | Professionnelles | Professionnelles | Professionnelles | Professionnelles |
| --------------------- | ---------------- | ---------------- | ---------------- | ---------------- |
| Kathy Ahern           | Amie Amizich     | Debbie Austin    | Pam Barnett      | Patty Berg       |
| Susie Berning         | Jane Blalock     | Betty Burfeindt  | Donna Caponi     | Kathy Cornelius  |
| Clifford Ann Crawford | Betsy Cullen     | Mary Lou Daniel  | Althea Darben    | Gloria Ehret     |
| Shirley Englehorn     | Jan Ferraris     | Sybil Griffin    | Marlene Hagge    | Sandra Haynie    |
| Lesley Holbert        | Ruth Jessen      | Joyce Kazmierski | Judy Kimball     | Murle Lindstrom  |
| Carol Mann            | Margie Masters   | Sharon Miller    | Mary Mills       | Sharron Moran    |
| Sandra Palmer         | Sandra Post      | Renee Powell     | Jo Ann Prentice  | Judy Rankin      |
| Betsy Rawls           | Vivien Saunders  | Marilynn Smith   | Sandra Spuzich   | Beth Stone       |
| Louise Suggs          | Gerda Whalen     | Kathy Whitworth  | Peggy Wilson     | Mickey Wright    |
| Penny Zavichas        |                  |                  |                  |                  |
| Amateures             |                  |                  |                  |                  |
| JoAnne Carner         | Phyllis Preuss   |                  |                  |                  |

## Calendrier de la saison 1969
L'édition 1969 se déroule du 16 janvier 1969 au 2 novembre 1969. La tableau suivant présente tous les tournois programmés pour la saison 1969. Les chiffres entre parenthèses correspondent au nombre de victoires remportées au moment de la victoire de la golfeuse audit tournoi remporté. Il est à noter que tous les tournois considérés comme tournois majeurs sont reconnus comme victoires officielles au palmarès de la LPGA et ajoutés au palmarès des golfeuses, même avant sa création en 1950. Les tournois majeurs sont indiqués en gras.
| Date       | Tournoi                                            | Catégorie      | Dotation (US$) | Vainqueur individuelle   |
| ---------- | -------------------------------------------------- | -------------- | -------------- | ------------------------ |
| 19/01/1969 | Invitational de Burdine, Floride                   |                | 35 000 $       | JoAnne Carner (1) - (a.) |
| 17/03/1969 | Open d'Orange Blossom, Floride                     |                | 15 000 $       | Kathy Whitworth (47)     |
| 23/03/1969 | Invitational de Port Charlotte, Floride            |                | 15 000 $       | Kathy Whitworth (48)     |
| 30/03/1969 | Invitational de Port Malabar, Floride              |                | 17 500 $       | Kathy Whitworth (49)     |
| 20/04/1969 | Open de Lady Carling I, Géorgie                    |                | 17 500 $       | Kathy Whitworth (50)     |
| 27/04/1969 | Invitational de Raleigh, Caroline du Nord          |                | 15 000 $       | Carol Mann (21)          |
| 04/05/1969 | Invitational de Shreveport Kiwanis Club, Louisiane |                | 15 000 $       | Sandra Haynie (16)       |
| 11/05/1969 | Open de Dallas Civitan, Texas                      |                | 22 000 $       | Carol Mann (22)          |
| 18/05/1969 | Invitational de St. Louis, Missouri                |                | 16 000 $       | Sandra Haynie (17)       |
| 25/05/1969 | Invitational de Bluegrass, Kentucky                |                | 15 750 $       | Mickey Wright (81)       |
| 02/06/1969 | Open d'O'Sullivan, Virginie                        |                | 15 000 $       | Murle Lindstrom (4)      |
| 08/06/1969 | Open de Lady Carling II, Maryland                  |                | 20 000 $       | Susie Berning (6)        |
| 15/06/1969 | Classic de Patty Berg, Massachusetts               |                | 25 000 $       | Kathy Whitworth (51)     |
| 22/07/1969 | Classic de Pabst, Ohio                             |                | 30 000 $       | Susie Berning (7)        |
| 29/06/1969 | Open américain, Floride                            | Tournoi majeur | 31 040 $       | Donna Caponi (1)         |
| 13/07/1969 | Open de Supertest, Canada                          |                | 22 000 $       | Sandra Haynie (17)       |
| 20/07/1969 | Open de Danbury, Connecticut                       |                | 20 000 $       | Carol Mann (23)          |
| 27/07/1969 | Championnat de la LPGA, New York                   | Tournoi majeur | 35 000 $       | Betsy Rawls (52)         |
| 03/08/1969 | Invitational de Buckeye Savings, Ohio              |                | 20 000 $       | Sandra Spuzich (2)       |
| 10/08/1969 | Open de Stroh's-WBLY, Ohio                         |                | 20 000 $       | Marlene Hagge (25)       |
| 17/08/1969 | Open de Southgate, Kansas                          |                | 20 000 $       | Carol Mann (24)          |
| 24/08/1969 | Tournament of Champs, Canada                       |                | 20 000 $       | Carol Mann (25)          |
| 07/09/1969 | Open de Molson, Canada                             |                | 25 500 $       | Carol Mann (26)          |
| 14/09/1969 | Open de Wendell-West, Washington                   |                | 22 000 $       | Kathy Whitworth (52)     |
| 21/09/1969 | Open de Lincoln-Mercury, Californie                |                | 20 500 $       | Donna Caponi (2)         |
| 05/10/1969 | Invitational de Mickey Wright, Californie          |                | 20 000 $       | Carol Mann (27)          |
| 19/10/1969 | Classic de Quality Chek'd, Texas                   |                | 15 000 $       | Mary Mills (6)           |
| 26/10/1969 | Open de Corpus Christi Civitan, Texas              |                | 15 000 $       | Carol Mann (28)          |
| 02/11/1969 | Invitational de River Plantation, Texas            |                | 17 500 $       | Kathy Whitworth (53)     |

## Classements saison 1969

### Tableau des gains («Money list»)
Le tableau ci-dessous est le classement des golfeuses par gains obtenus sur cette saison 1969. Le classement par gains est remporté par Carol Mann avec 49 152 $ remportés,.
| Cla. | Golfeuses         | Gains    | Victoires |
| ---- | ----------------- | -------- | --------- |
| 1    | Carol Mann        | 49 152 $ | 8         |
| 2    | Kathy Whitworth   | 48 171 $ | 7         |
| 3    | Donna Caponi      | 30 067 $ | 2         |
| 4    | Shirley Englehorn | 24 486 $ | -         |
| 5    | Sandra Haynie     | 24 276 $ | 2         |
| 6    | Sandra Spuzich    | 20 339 $ | 1         |
| 7    | Susie Berning     | 19 966 $ | 2         |
| 8    | Murle Lindstrom   | 19 630 $ | 1         |
| 9    | Sandra Palmer     | 18 319 $ | -         |
| 10   | Mickey Wright     | 17 851 $ | 1         |

### Trophée Vare («Vare Trophy»)
Le tableau ci-dessous est le classement des golfeuses par scores les plus bas sur cette saison 1969.
| Cla. | Golfeuses       | Moyenne |
| ---- | --------------- | ------- |
| 1    | Kathy Whitworth | 72,38   |
| 2    | Carol Mann      | 72,88   |